# لورينزو برينتانو
لورينزو برينتانو (بالإنجليزية: Lorenzo Brentano)‏ (و. 1813 – 1891 م) هو سياسي، وثوري، ودبلوماسي أمريكي، ولد في مانهايم، كان عضوًا في الحزب الجمهوري، توفي في شيكاغو، عن عمر يناهز 78 عاماً.

## مناصب
تولى منصب عضو مجلس النواب الأمريكي
- Member of the Second Chamber of the Diet of the Grand Duchy of Baden ‏
- عضو مجلس نواب إلينوي ‏
- عضو برلمان فرانكفورت  [لغات أخرى]‏

.

## التعليم
تعلم في جامعة هايدلبرغ، وتعلم في جامعة فرايبورغ
.